# Joeri Nejolov

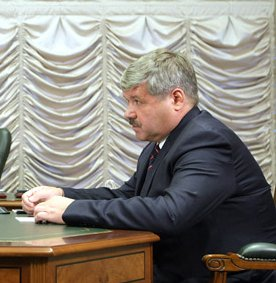
Joeri Nejolov in 2009

Joeri Vasiljevitsj Nejolov (Russisch: Юрий Васильевич Неёлов) (Salechard, 24 juni 1952) is de huidige gouverneur van het Russische autonome district Jamalië binnen de West-Siberische oblast Tjoemen. Hij is getrouwd en heeft een zoon.

## Biografie
Nejolov werd geboren in de Noordwest-Siberische stad Salechard en studeerde af in 1974 aan het industrieel instituut van Tjoemen met als specialiteit mechanisch ingenieur.
Van 1974 tot 1976 was hij mechanicus en stond aan het hoofd van de transportkolom van de Salechardse luchtvaartmaatschappij. Van 1976 tot 1977 was hij vervolgens instructeur van de regionale Jamalische districtscommissie van de komsomol en van 1977 tot 1978 eerste secretaris van de komsomolcommissie van het district Prioeralski. Van 1978 tot 1982 was hij achtereenvolgens tweede en eerste secretaris van de autonome-districtscommissie van de komsomol van Jamalië en het daaropvolgende jaar was hij secretaris van de stadscommissie van de komsolmol van Salechard, om van 1983 tot 1986 zijn carrière bij de komsomol af te sluiten als eerste secretaris van haar regionale commissie van de stad Tjoemen. Van 1986 tot 1987 was hij tweede secretaris van de stadsraad van de CPSU van de stad Soergoet. De drie jaar daarop was hij voorzitter van het uitvoerend comité van het district Soergoetski en van 1990 tot 1991 was hij voorzitter van de raad van volksafgevaardigden van het district Soergoetski. Van 1992 tot 1994 was hij vicevoorzitter van het bestuur van de oblast Tjoemen.
In februari 1994 werd hij benoemd tot bestuurder over het autonome district Jamalië en in augustus van dat jaar werd hij hierin aangesteld. In maart 1995 werd hij benoemd tot lid van de Federatieraad als vertegenwoordiger van Jamalië en werd hierbinnen onderdeel van de commissie voor federatiezaken, federatieve akkoorden en regionaal beleid. In januari 1996 trad hij toe tot de tweede convocatie van de federatieraad en nam deel aan een commissie voor zaken met betrekking tot de noordelijke en kleine volken.
Op 13 oktober 1996 werd hij verkozen tot gouverneur van Jamalië met ongeveer 70% van de uitgebrachte stemmen en op 26 maart 2000 werd hij herkozen met 87,93% van de stemmen. Sindsdien is zijn positie herbevestigd door president Vladimir Poetin.
Sinds 26 juni 1998 is hij onderdeel van de raad van commissarissen van Gazprom.